# Jaime Lucas Ortega y Alamino
Jaime Lucas Ortega y Alamino   (Jagüey Grande, 18 d'octubre de 1936 - l'Havana, 26 de juliol de 2019) va ser un cardenal catòlic, arquebisbe de L'Havana i cardenal de l'Església Catòlica. Va ser el segon cubà elevat al Col·legi cardenalici.

## Biografia
Estudià al seminari de San Alberto Magno de Matanzas i al seminari dels Pares de les Missions Estrangeres del Quebec. Va ser ordenat prevere el 2 d'agost de 1964 pel bisbe Jose Maximino Dominguez-Rodriguez de Matanzas, sent destinat a diverses parròquies de la diòcesi entre 1964 i 1966. va ser empresonat pel govern comunista entre 1966 i 1967. Entre 1967 i 1969 va fer de rector de Jagüey Grande, la seva ciutat natal; com tots els preveres cubans, a causa de la mancança de sacerdots durant aquells anys, serví en diverses parròquies i esglésies simultàniament. Rector de la catedral de Matanzas, paral·lelament assistí la parròquia de Pueblo Nuevo i de dues parròquies més del camp. A més va presidir la Comissió Diocesana de Catequesi i realitzà un apostolat actiu entre els joves de la diòcesi; en aquells anys, quan era més difícil la tasca pastoral de l'Església, començà un moviment de joves que incloïa, entre altres formes d'apostolat, un campament d'estiu pels joves i tallers de teatre. Al mateix temps, era professor al Seminari Interdiocesà de San Carlos y San Ambrosio, on viatjà cada setmana per ensenyar teologia moral durant diversos anys.

### Bisbe, Arquebisbe i Cardenal
El 4 de desembre de 1978 el Papa Joan Pau II el nomenà bisbe de la diòcesi de Pinar del Rio. Va ser consagrat bisbe el 14 de gener de 1979 per l'arquebisbe Mario Tagliaferri, Pro-Nuncio a Cuba, assistit per Francisco Oves-Fernandez, arquebisbe de L'Havana i per Domínguez Rodríguez, bisbe de Matanzas. El 1981 va ser promogut a arquebisbe de La Havana. El 26 de novembre de 1994 va ser proclamat cardenal prevere de Santi Aquila e Priscilla. Serví com a president de la Conferència episcopal de Cuba entre 1988 i 1998; i de nou entre 2001 i 2007. El 1996 presidí la comissió pel procés de postulació de la causa de beatificació del Servent de Déu Félix Varela y Morales. El cardenal Ortega va ser un dels cardenals electors que van participar en el conclave de 2005 que trià a Benet XVI.
El 15 de juny de 2013, el Papa Francesc nomenà el cardenal Ortega y Alamino com el seu enviat especial a la cerimònia de clausura del Congrés Eucarístic Nacional del Salvador, programat per l'11 d'agost de 2013.

## Opinions
Ortega y Alamino s'ha mostrat crític tant amb el capitalisme com amb el comunisme. Com Joan Pau II, ha demanat al seu país que no construeixi un futur post-comunisme sobre les bases dels principis ultra-capitalistes. El 1998 advertí de la insidiosa influència a Cuba de «espècies d'una sub-cultura americana que ho envaeix tot: és una moda, una concepció de la vida» El setembre del 1993 la conferència episcopal cubana, presidida pel cardenal Ortega, publicà el missatge «El amor todo lo espera», molt crític vers el govern comunista cubà i on es demanava una nova direcció del país. A l'abril del 2010 va dir que Cuba estava en crisi.

### Activisme polític
El 20 de maig, l'arquebisbe Dionisio Guillermo García Ibáñez i el cardenal Ortega es trobaren amb el president cubà Raúl Castro per discutir qüestions relatives als dissidents polítics empresonats.
 Mentre que la rara trobada de 4 hores de durada va ser vista com a "esperançadora", Ortega y Alamino va dir que «serà un procés i aquest procés ha de començar amb passes petites i aquestes passes es faran».